# Florim das Índias Orientais Neerlandesas

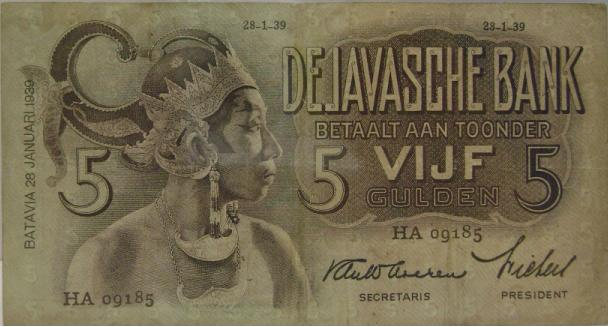
Cédula de cinco florins

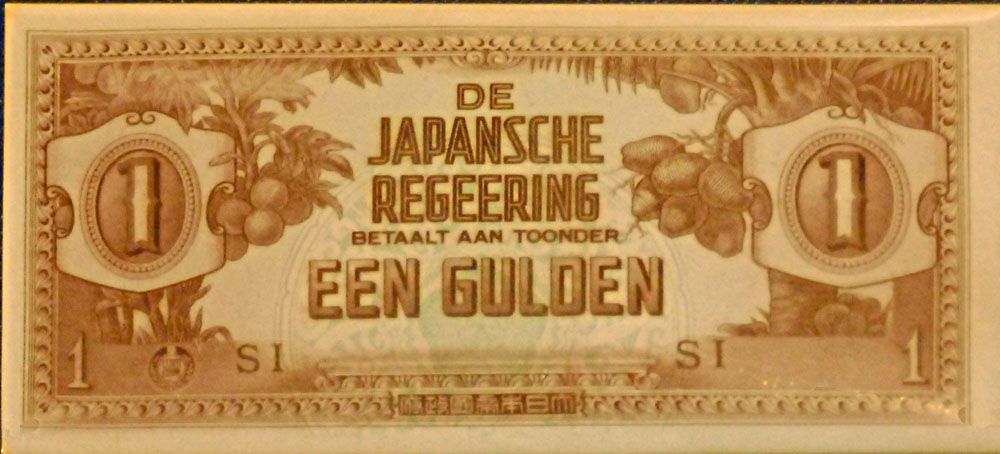
Cédula de florim durante a ocupação japonesa

O florim das Índias Orientais Neerlandesas (em neerlandês Nederlands-Indische gulden) foi a moeda corrente dessa colônia, que atualmente faz parte da Indonésia, até 1949. Foi equivalente ao florim neerlandês por grande parte da sua vigência.